# Gletsjerijs
Gletsjerijs bestaat uit veelhoekige ijskristallen die handgroot kunnen zijn, die ontstaan in de beweegbare diepte-zone van de gletsjer. De vorm van de veelhoekige ijskristallen is naar de Ier John Tyndall (1820–1893) vernoemd, die voor ijs, dat op het druksmeltpunt staat, het regulatiemechanisme beschreef van het ontdooien en weer bevriezen.

## Firnijs

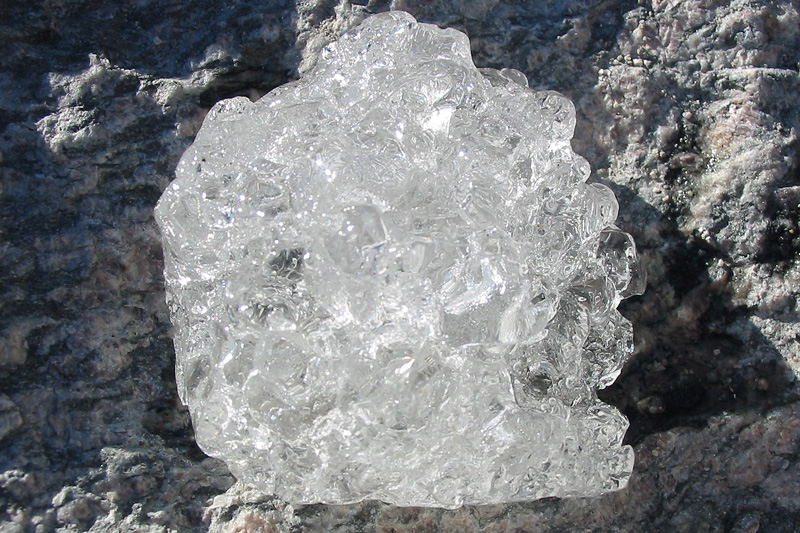
Korrelig firnijs

Sneeuw gaat boven de firnlijn in het firnveld door afwisselend dooi en bevriezen over in het firnijs. Witte sneeuwvelden ontstaan boven de firnlijn waar sneeuwkristallen zich het gehele jaar door duurzaam kunnen ophopen. Door toenemende firndruk met de diepte worden de sneeuwkristallen in fijn firnijs veranderd, waarbij iedere jaarlaag opgebouwd uit fijne ijskorrels tot een geheel wordt gebracht. De omzetting van firnsneeuw met luchtbelletjes naar fijn firnijs gaat naarmate het ijs droger is langzamer. Pas als de luchtbelletjes helemaal zijn ingesloten dan spreekt men van fijn firnijs.

Dalwaarts beneden de firnlijn of evenwichtslijn gaat het fijne firnijs over in het grove gletsjerijs bestaande uit handgrote ijskristallen die in het traagheidsmechanisme van het massatransport een ijsmassa vormen. Verder dalwaarts vertoont het gletsjerijs witte en blauwe jaarlagen. De witte jaarlagen vertonen nog de zichtbare luchtbelletjes terwijl de blauwe jaarlagen massief ijs zijn. Deze blauwe jaarlagen smelten moeilijker en vormen aan het gletsjeroppervlak blauwe ribben of het blauwe ijs.

## Kristalgrens
Op de kristalgrens van fijne en grove ijskorrels vindt men concentraties aan vreemde stoffen die zich voordien in de sneeuwvlok bevonden, dat het smeltpunt aan de buitenkant van het ijskristal verlaagt. Met verhoging van de temperatuur en de druk met de diepte-ligging van de ijslaag, veroorzaken de vreemde stoffen het voortijdig smelten tot vliesdunne waterlaagjes in de buitenzone van het kristal.
Ter verklaring van de gletsjerbeweging speelt naast het verschijnsel van macro-kristalgrenzen ook afschuivingen van micro-ijskristallen evenwijdig aan hun basis {0001} een belangrijke rol. Dit laatst genoemde geldt voornamelijk bij droog poolijs.

## IJsbeweging

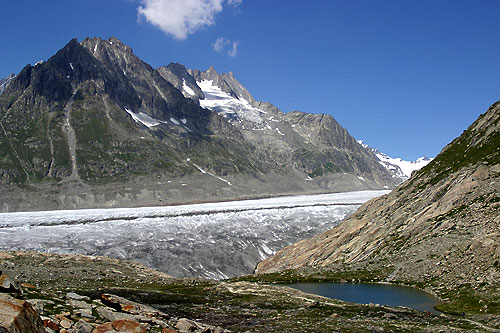
Märjelensee, in het natuurerfgoed van UNESCO

Omdat met de diepte-druk het smeltpunt van ijs daalt en door massatransport er warmte vrijkomt dan komt het moment dat onder voortdurende drukvariaties volumeveranderingen plaatsvinden. Hierdoor krijgt het ijskristal de gelegenheid in de beweegbare zone van de gletsjer van plaats te veranderen, ten koste van de kleinere ijskristallen te groeien en in de dalgang te bewegen. Deze aangroeiende ijskristallen begrenzen de gletsjerbeweging.

##### Voorbeeld
De Märjelensee ligt zijwaarts van de Aletschgletsjer. Het waterniveau is van de gletsjerdruk afhankelijk. Als de Märjelensee droog staat dan zijn uit het diepte-ijs de grillige en veelhoekige ijskristallen te plukken of drijven deze in het resterende water, die hier halverwege de gletsjer handgroot zijn.

## Deformaties

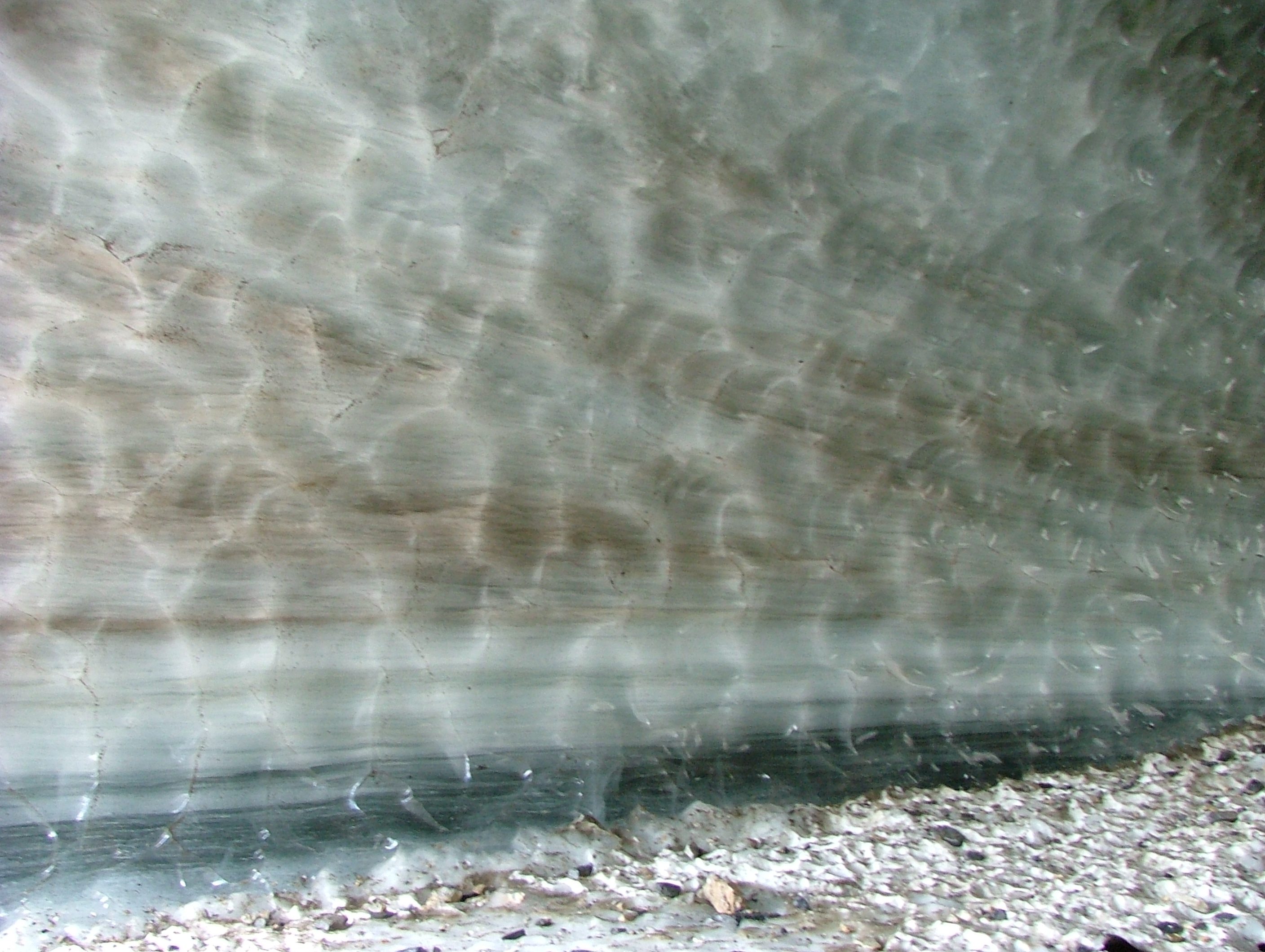
Aan de grondbasis vanaf de subglaciale drainage zone in de eerste 20 centimeter is het gletsjerijs transparanter door veelvuldige smelt en her bevriezen, (dwarsdoorsneden). In de subglaciale drainage zone zou de seizoensgolf of drukgolf zich verplaatsen.

Alle mogelijke verklaringen van de ijsbeweging op een horizontaal vlak (ijskapdynamica) en hellend vlak (gletsjerdynamica) gaan uit van de koude of warme deformatie, dit is de eigenschap van een ijsmassa om een vormverandering te ondergaan.

#### Droog poolijs, de koude deformatie
IJs dat aan het mechanisme van de koude deformatie voldoet tot meer -60 graden Celsius, wordt poolijs genoemd. De eerste vorming tot zuiver plastische beweegbaarheid van droog poolijs volgens de koude deformatie kan onder strenge diepte-koude met vijf centimeter aan droge sneeuwval per jaar tot drieduizend jaar duren. Het dunne sneeuwlaagje krijgt de drukbeweegbaarheid van de koude deformatie op een diepte van nabij de 100 meter. Uitgestrekte droge sneeuwzones worden uitsluiten op Groenland en Antarctica aangetroffen.

#### Getemperd ijs, de warme deformatie
Uit natte vlokken ontstaat door zeer gering water de drukbeweegbaarheid op 20 meter diepte en door sneeuwval van tien meter per jaar duurt de verandering tot een massieve laag van actief ijs maar vijf jaar. Vervolgens is op een diepte van 50 meter de temperatuur door de bewegingsenergie opgelopen naar -0,5 graden Celsius. De 20 meter en 50 meter diepte zijn voor de beweging van de warme deformatie twee kenmerkende dieptes, waarbij sprake is van actief ijs en van getemperd ijs dat zich op het druksmeltpunt bevindt. Dit laat zich beschrijven door de vliesdunne waterlaagjes tussen en op de grens van micro- en macro-kristallen in polykristallijn gletsjerijs. Vliesdunne waterlaagjes die gevoelig zijn voor drukvariaties.

## Historische achtergrond
De deformatietheorie of stromingswet van J.W. Glen. In de vroege jaren van de twintigste eeuw verschenen studies naar het mechanisme van ijs op microschaal. Weinberg past in 1906 de Navier-Stokes-vergelijkingen op de ijsbeweging toe. Deze vergelijkingen verbinden de versnelling van een vloeistof en de viskeuze wrijving met de erop werkende krachten die vervorming tot gevolg hebben. In 1930 werd het ijs echter nog steeds als een newtoniaanse vloeistof beschouwd en de newtoniaanse krachten zijn het eigen gewicht. Lagally breidde de theorie uit en stelde de wet voor die de ijsdikte verbindt met de meetbare oppervlaktesnelheid, de newtoniaanse viscositeit van vloeistoffen en met de hoek van de helling. Hij paste de Newtoniaanse wet van een vloeistof toe om de ijsdikte te voorspellen van de Oostenrijkse gletsjer Pasterze. De eerste werkzaamheden van Glen over de niet-newtoniaanse eigenschappen van ijs worden in 1951 gepubliceerd. Glen ontwikkelde voor ijs de koude en warme deformatietheorie die gelegen is tussen een newtoniaanse vloeistof zoals water en het ideaal plastische gedrag van een vaste stof zoals een zout. In 1957 publiceert John F. Nye hiermee een fundamentele scriptie over het bewegen van gletsjerijs met niet-newtoniaanse viscositeit.

Drie jaar eerder had men namelijk in de mineralogie aangetoond hoe de deformatietheorie voor kristallijne stoffen wordt toegepast. Voor het testen van de theorie waren nieuwe onderzoeksmethodes nodig, omdat ijs tot grote diepte en op verschillende temperaturen wordt aangetroffen. Het was de jonge student J.W. Glen die de ijswet voorstelde van niet-newtoniaanse viscositeit.
Bewijsvoering. Een reeks van drie experimenten op de koude en warme deformatietheorie van Glen, probeerde Nye met elkaar in verband te brengen om het koude laboratoriumonderzoek bij -1,5 graden Celsius via praktijkexperimenten te bewijzen. Hij deed dat door het laboratoriumonderzoek in het veld te vergelijken met de vervorming van een koude tunnel, een koud boorgat op de Jungfraufirn en aan tunnels in de warme gletsjers van Arolla. Wanneer de experimenten in het kader van het eerste laboratoriumonderzoek van Glen worden geanalyseerd dan moeten tussen de resultaten overeenkomsten worden gevonden. Met één uitzondering: het instorten van de warme tunnels van -0,5 graden Celsius gaat veel sneller dan door de wet van Glen bij koude tunnels van -1,5 graden wordt weergegeven. De drie veldexperimenten omvatten de theorie van de samendrukbaarheid van een cilindrisch gat, waarbij de ijsmassa’s niet-newtoniaanse viscositeit tonen. Een nieuwe reeks van laboratoriummetingen bij verschillende temperaturen en voor de omstandigheden van de gematigde streek, -0,5 graden Celsius, was in voorbereiding.

## IJsmechanica
De deformatietheorie of stromingswet van J.W. Glen:
{\displaystyle {\frac {\partial \gamma }{\partial z}}=k\tau ^{n},\,}
waarin:
{\displaystyle \gamma \,} = horizontale ijssnelheid
{\displaystyle z\,} = verticale coördinaat (z=0 is de bodem)
{\displaystyle \tau \,} = horizontaal aangelegde spanning of schuifspanning (als eenheid de bar)
{\displaystyle n\,} = een constante tussen 2–4 (voor niet-newtoniaans gletsjerijs geldt veelal de waarde 3; voor een newtoniaanse vloeistof geldt de waarde 1)
{\displaystyle k\,} = de viscositeit of een constante genoemd (deze is afhankelijk van: temperatuur, kristalstructuur, concentratie aan vreemde stoffen, de waarde van k is bij - 0,5 graden Celsius het grootst, bij - 10 graden Celsius nog maar 10% hiervan)